# Réti cankó
A réti cankó (Tringa glareola) a madarak osztályának lilealakúak (Charadriiformes) rendjébe, ezen belül a szalonkafélék (Scolopacidae) családjába tartozó faj.

## Rendszerezése
A fajt Carl von Linné svéd természettudós írta le 1758-ban.

## Előfordulása
Európa és  Ázsia északi területén költ, ősszel délre vonul, eljut Afrikába is. Természetes élőhelyei a szikes tavak, nedves rétek, árasztások, belvízfoltok és halastavak.

### Kárpát-medencei előfordulása
Magyarországon rendszeres vendég, az egyik leggyakoribb átvonuló cankófaj. Áprilistól májusig és júliustól szeptemberig tartózkodik itt, de átnyaraló példányai is előfordulnak.

## Megjelenése
Testhossza 19–21 centiméter, szárnyfesztávolsága 56–67 centiméteres, testtömege 50–80 gramm közötti.
|  |

## Életmódja
Vizes területeken keresgéli légy- és tegzesálcából, apró rákokból, édesvízi csigákból és vízirovarokból  álló táplálékát.

## Szaporodása
Dús növényzetű réteken, kisebb zsombékra építi jól elrejtett fészkét. Fészekalja 3-4 tojásból áll, melyen inkább a tojó 22-23 napig kotlik.
|  |

## Természetvédelmi helyzete
Az elterjedési területe rendkívül nagy, egyedszáma pedig stabil. A Természetvédelmi Világszövetség Vörös listáján nem fenyegetett fajként szerepel.  Magyarországon védett, természetvédelmi értéke 25 000 forint.